# Калабубу
Калабубу (иногда встречается написание кала бубу — украшение в форме гривны (жёсткое круглое ожерелье), которое носили воины народа Южного Ниаса в Индонезии. Калабубу является символом военного величия и героизма. Считалось, что калабубу защищало своего владельца от повреждений и ран. Калабубу также широко известно как «ожерелье охотника за головами»; исторически, только тому, кто отрубил голову представителя вражеского племени, позволялось носить калабубу.

## Форма и изготовление
Калабубу имеет форму обруча диаметром от 22 до 25 сантиметров. Толщина калабубу различается в различных частях — самая широкая часть находится в центре и постепенно сужается к краям. Внутренний каркас калабубу изготавливался из медной или железной проволоки. Концы соединялись при помощи металлического диска, чаще всего сделанного из меди, изредка — из золота. Внешняя часть ожерелья изготавливалась из кусков скорлупы кокосового ореха (реже — из панциря черепахи) в форме диска, нанизывавшихся на металлический каркас. Диски вырезались из кусков скорлупы кокоса с разным диаметром (самые широкие — для центральной части украшения, и постепенно диаметр уменьшался), затем их спрессовывали, шлифовали и полировали до получения абсолютно гладкой поверхности, после этого украшение покрывалось чёрной краской.
Внутренний каркас калабубу, делавшийся из меди, символизировал великого золотого змея — существа из мифологии Ниаса.

## Символика
Калабубу ассоциируется с войнами между племенами и практикой охоты за головами (мангаи бину). Калабубу символизирует мужественность, победу в битве, героизм и воинское дело. Исторически только те люди, которые продемонстрировали своё мастерство в сражении и обезглавили врага, могли носить калабубу. Человек, носивший калабубу обычно почитался как своего рода герой-воин племени. Также калабубу надевали во время исполнения ритуального военного танца. В настоящее время калабубу носят большинство ниасских мужчин.
Калабубу изображено на гербе Южного Ниаса.

## Вариации
На Северном Ниасе изготавливали нифитали-тали — разновидность калабубу, делавшаяся из драгоценных металлов. Нифитали-тали могли носить только высокопоставленные мужчины племён исключительно в торжественных случаях, например, на праздник оваса.